# André-Julien Fabre
Pour les personnes ayant le même patronyme, voir Fabre.
Vous pouvez aider à l'améliorer ou bien discuter des problèmes sur sa page de discussion.
- Il ne cite pas suffisamment ses sources. Vous pouvez indiquer les passages à sourcer avec {{référence nécessaire}} ou {{Référence souhaitée}}, et inclure les références utiles en les liant aux notes de bas de page. (Marqué depuis décembre 2010)
- Sa forme n’est pas encyclopédique et ressemble trop à un curriculum vitæ. Modifiez le texte pour aider à le transformer en article neutre. (Marqué depuis décembre 2015)

- Archive Wikiwix
- Bing
- Cairn
- DuckDuckGo
- E. Universalis
- Gallica
- Google
- G. Books
- G. News
- G. Scholar
- Persée
- Qwant
- (zh) Baidu
- (ru) Yandex
- (wd) trouver des œuvres sur Wikidata

André-Julien Fabre, né le 11 juillet 1931 à Paris et mort le 27 mai 2019 à Créteil, est un médecin hospitalier, spécialiste de la pédiatrie en retraite et un historien de la médecine, particulièrement sous l’angle de la pharmacopée, et spécialement celle de l’Antiquité latine et grecque, mais aussi un spécialiste de la biographie des médecins connus et moins connus.

## Biographie
Ancien élève du lycée Louis-le-Grand, André-Julien Fabre fait ses études de médecine à Paris. Après son internat, il part aux États-Unis et devient médecin résident au Children’s Hospital de Cincinnati de 195 à 1967, puis, est nommé médecin de l’état-major des Forces françaises en Allemagne (FFA) à Baden-Baden, en Allemagne, poste qu’il occupe deux ans.
Jusqu’en 1997, il exerce comme pédiatre au centre hospitalier de Créteil. Ayant vu les débuts de l’informatique médicale aux États-Unis, il y crée un service d’information médicale.
André-Julien Fabre est titulaire d'un DEA dont le mémoire porte sur « La pharmacopée de Pline l’Ancien » et d'une thèse soutenue en Sorbonne (université de Paris 4) en novembre 2001, sous la direction du professeur Danielle Gourevitch, portant sur l’« Utilisation des épices dans la pharmacopée romaine ».
Membre de la Société française de l'histoire de la médecine, il est l'auteur de nombreuses publications, articles et ouvrages consacrés à l'histoire de la médecine dont une sur l'épidémie de peste de 1720. Il est un collaborateur régulier de  Histoire des sciences médicales, revue de la SFHM.